# Паркова вулиця (Київ)
Па́ркова ву́лиця — вулиця в Подільському районі міста Києва, місцевість Біличе поле. Пролягає від Білицької вулиці до Полкового провулку.
Прилучаються Копайгородська вулиця, Таврійський, Білицький та Парковий провулки, Переяславська, Опільська, Глухівська та Хотинська вулиці, Голубиний провулок, Городищенська вулиця, Зимова вулиці та Піхотний провулок.

## Історія
Вулиця виникла у середині XX століття під назвою 81-а Нова. Сучасна назва — з 1944 року.
Назву Паркова вулиця у 1941—1943 роках мала Севастопольська вулиця.